# Miel Vandepitte
Miel Vandepitte (Vilvoorde, 1998) is een Belgisch striptekenaar en illustrator.
Miel Vandepitte studeerde Graphic Storytelling aan de LUCA School of Arts in Brussel en bracht één semester door in Portland, Oregon, voor een uitwisselingsproject. Hij specialiseert zich in het maken van illustraties waar veel gebouwen, architectuur en perspectief in voorkomen. Zijn debuutalbum ‘Centralia’ is uitgegeven bij Scratch Books in Nederland en is vertaald naar zowel het Frans als het Engels.
Hij illustreert onder meer voor Knack, Hoplr en Het Belgisch Stripcentrum.